# Bertil Wahlin
Bertil Jan-Olov "Bisse" Wahlin, född 4 februari 1917 i Adolf Fredriks församling i Stockholm, död 14 september 2007 i Linköping, var en svensk botaniker och TV-personlighet.
Bisse Wahlin studerade vid Stockholms högskola och verkade därefter vid Ultuna där han främst ägnade sig åt studier kring växtodling. Han kom att bli känd för en stor allmänhet i samband med TV-program som Café Sundsvall och inte minst Mitt i naturen där han tillsammans med Gunnar Arvidson besvarade TV-tittarnas frågor. Han medverkade även med frågespalter i flera tidningar, bland annat i Året runt men även i flera facktidskrifter. Han utnämndes 1977 till hedersdoktor vid Linköpings universitet.